# Анністон (Міссурі)
Анністон (англ. Anniston) — місто (англ. city) в США, в окрузі Міссісіпі штату Міссурі. Населення — 180 осіб (2020).

## Географія
Анністон розташований за координатами 36°49′28″ пн. ш. 89°19′36″ зх. д. / 36.82444° пн. ш. 89.32667° зх. д. (36.824339, -89.326655).  За даними Бюро перепису населення США в 2010 році місто мало площу 1,01 км², уся площа — суходіл.

## Демографія
Згідно з переписом 2010 року, у місті мешкали 232 особи в 94 домогосподарствах у складі 61 родини. Густота населення становила 229 осіб/км².  Було 107 помешкань (106/км²).
Расовий склад населення:
| - 97,4 % — білих - 2,2 % — чорних або афроамериканців |

До двох чи більше рас належало 0,4 %. Частка іспаномовних становила 0,0 % від усіх жителів.
За віковим діапазоном населення розподілялося таким чином: 22,4 % — особи молодші 18 років, 54,8 % — особи у віці 18—64 років, 22,8 % — особи у віці 65 років та старші. Медіана віку мешканця становила 43,4 року. На 100 осіб жіночої статі у місті припадало 96,6 чоловіків;  на 100 жінок у віці від 18 років та старших — 93,5 чоловіків також старших 18 років.
Середній дохід на одне домашнє господарство  становив 35 882 долари США (медіана — 28 438), а середній дохід на одну сім'ю — 42 978 доларів (медіана — 42 841). За межею бідності перебувало 27,5 % осіб, у тому числі 51,4 % дітей у віці до 18 років та 18,3 % осіб у віці 65 років та старших.
Цивільне працевлаштоване населення становило 81 осіб. Основні галузі зайнятості: науковці, спеціалісти, менеджери — 13,6 %, роздрібна торгівля — 11,1 %, публічна адміністрація — 9,9 %, виробництво — 9,9 %.